# بتروكليتك
بتروكليتك الدولية هي شركة فرعية مملوكة بالكامل لشركة بتروكليتك القابضة المحدودة ، وهي شركة خاصة للنفط والغاز مقرها المملكة المتحدة. لدى المجموعة عمليات في شمال أفريقيا والبحر الأسود.

## تطوير الشركة
أصبحت شركة بتروسيلتيك شركة للنفط والغاز في نوفمبر 2003. في عام 2004 ، حصلت شركة بتروسيلتيك على ترخيص يسمى «إيزارين» في حوض إليزي في الجزائر. في عام 2006 ، بدأت الشركة أول بئر استكشافية لها في الجزائر وعلى مدى السنوات القليلة القادمة استكشفت حقل اسرين بزلزال ثلاثي الأبعاد و 13 بئراً مما أدى في النهاية إلى اكتشاف وتقييم حقل مكثفات غاز عين تسيلا وتقديم خطة التنمية الميدانية. حقل عين تسيلة قيد التطوير حاليًا. ومن بين الشركاء في المجال سوناطراك (شركة الطاقة الحكومية الجزائرية) وإينيل ، الشركة الإيطالية.
يقع المقر الرئيسي لشركة بتروسيلتيك القابضة في لندن ولها مكاتب في الجزائر والقاهرة وفارنا.
تم شطب أسهم الشركة في AIM لبورصة لندن للأوراق المالية و ESM للبورصة الأيرلندية بعد عملية امتحانات ، وافقت عليها المحكمة العليا في أيرلندا. الشركة الآن شركة خاصة مملوكة لصناديق الاستثمار تحت إدارة (Worldview Capital Management Limited).